# Sibylle Hamann

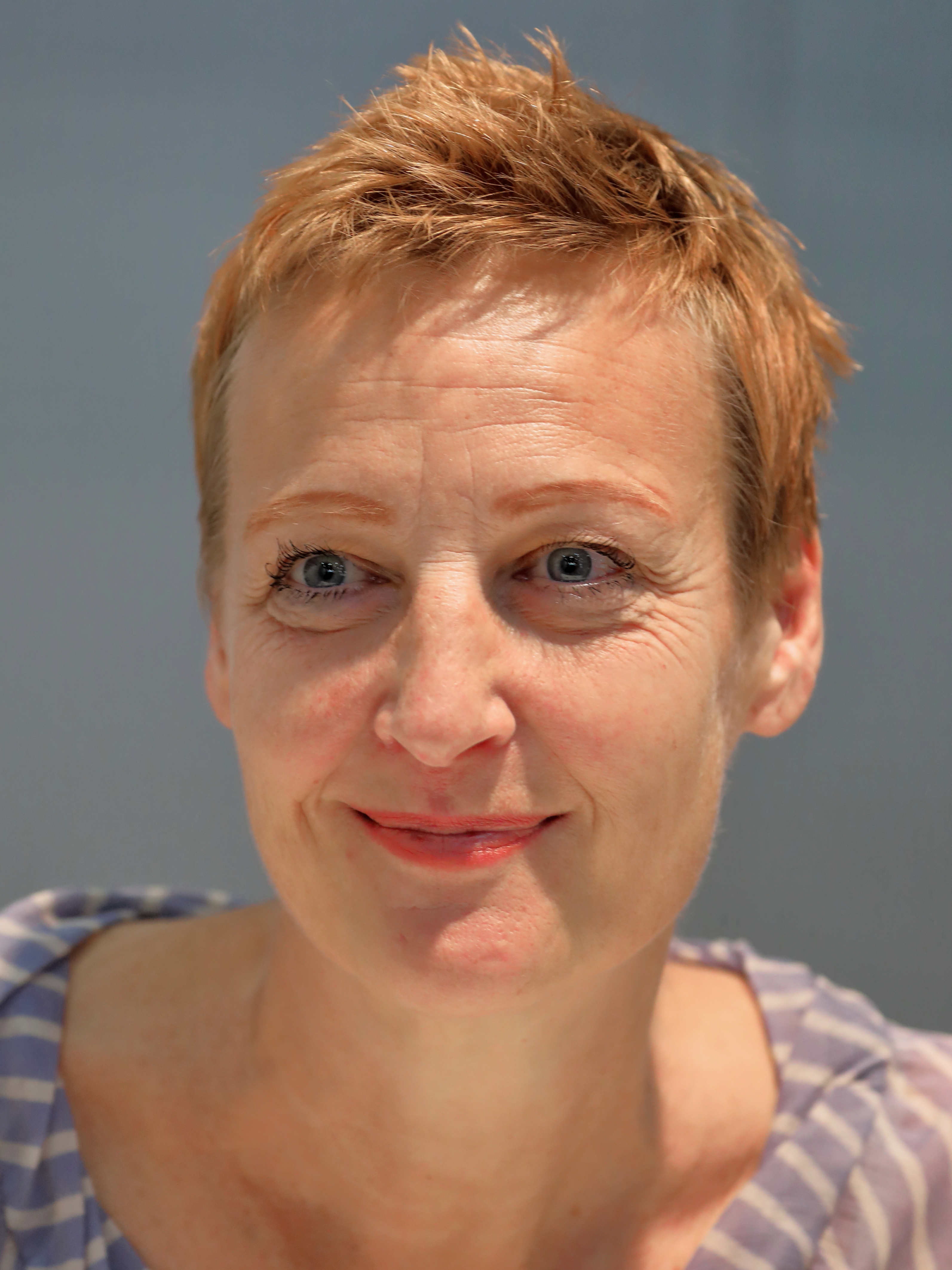
Sibylle Hamann (2019)

Sibylle Hamann (* 14. August 1966 in Wien) ist eine österreichische Politikerin (Die Grünen) und ehemalige Journalistin. Vom 23. Oktober 2019 bis zum 23. Oktober 2024 war sie Abgeordnete zum österreichischen Nationalrat.

## Leben
Sie wuchs in Wien auf, wo sie auch ihre Schulausbildung absolvierte. Ihre Eltern sind der Historiker Günther Hamann (1924–1994) und dessen Frau Brigitte Hamann (1940–2016), bekannte Buchautorin und Historikerin. Im Jahr 1984 begann sie ein Studium der Politikwissenschaft in Fächerkombination mit Geschichte, Ethnologie, Russisch an der Universität Wien und der Freien Universität Berlin, das sie 1989 mit einem Forschungsaufenthalt auf der Beida-Universität in Peking abschloss, mit einer Diplomarbeit zum Thema Frauenarbeit und Wirtschaftsreformen in der VR China.
Danach begann sie bei der Tageszeitung Kurier als Journalistin zu arbeiten, wo sie in den Jahren 1990 bis 1994 im Ressort „Außenpolitik“ über die Umbrüche in der Sowjetunion berichtete, aus dem Kaukasus und dem Nahen Osten, über das Ende der Apartheid in Südafrika und den Bürgerkrieg in Ruanda. Im Jahr 1995 wechselte sie als Redakteurin zum Nachrichtenmagazin Profil, wo sie Hintergrundreportagen über Afrika, insbesondere die Bürgerkriege in Ruanda und die Demokratische Republik Kongo (damals Zaire) berichtete. In den Jahren 1999 bis 2001 war sie freie Korrespondentin in New York, von wo sie ausgedehnte Reisen durch die USA und die Länder der Karibik machte und darüber berichtete. 2001 kehrte sie nach Wien zum Profil zurück und berichtete für die Zeitschrift über den damals ausgebrochenen Afghanistan-Krieg der USA gegen die Taliban. 2004 ging sie wieder für ein Jahr als Korrespondentin nach New York. Seit 2006 lebt sie wieder in Wien und schreibt als freie Journalistin eine regelmäßige Kolumne in der bürgerlich-liberalen Tageszeitung Die Presse, für die Wiener Wochenzeitung Falter, sowie Gastbeiträge für die deutsche feministische Zeitschrift Emma und für die Wochenzeitung Die Zeit. 2006/07 war sie als Lehrbeauftragte am Institut für Publizistik der Universität Wien tätig, als Inhaberin der Theodor-Herzl-Dozentur. Dem Fernsehpublikum ist sie als Studiogast bei Diskussionssendungen des ORF bekannt.
Hamann lebt in Wien und ist Mutter zweier Kinder.
Beim Bundeskongress der Grünen am 6. Juli 2019 wurde sie (hinter Werner Kogler und Leonore Gewessler) auf Platz 3 der Bundesliste gewählt. Bei der Nationalratswahl am 29. September 2019 erhielt sie 2098 Vorzugsstimmen.
Heute gehört Sibylle Hamann dem Nationalratsklub der Grünen an und ist Bildungssprecherin ihrer Partei. Sie ist Schriftführerin des parlamentarischen Unterrichtsausschusses sowie Mitglied des Kulturausschusses, des Wissenschaftsausschusses und des Sozialausschusses.
Sie war en dem bundesweiten Programm „100 Schulen – 1000 Chancen“ beteiligt.

## Auszeichnungen
- 2007 Medienlöwin[8]
- 2014 Kurt-Vorhofer-Preis
- 2016 Frauenring-Preis[9]
- 2016 Medienlöwin in Gold[10]
- 2016 Prälat-Leopold-Ungar-JournalistInnenpreis in der Kategorie Print[11]

## Publikationen (Auswahl)
- Dilettanten unterwegs, Journalismus in der weiten Welt. Herausgegeben von Wolfgang R. Langenbucher, Picus, Wien 2007, ISBN 978-3-85452-620-9.
- mit Eva Linsinger: Weißbuch Frauen/Schwarzbuch Männer. Warum wir einen neuen Geschlechtervertrag brauchen. Deuticke im Zsolnay Verlag, Wien 2008, ISBN 978-3-552-06073-9.
- Saubere Dienste, ein Report. Residenz, St. Pölten/Salzburg/Wien 2012, ISBN 978-3-7017-3258-6.
- Bin ich zu ungeduldig? Vier Jahre mit meiner syrischen Freundin Fatima. Falter Verlag, Wien 2019, ISBN 978-3-85439-638-3.
- Adelheid Popp: Jugend einer Arbeiterin. Hrsg. Sibylle Hamann. Mit Essays von S. H. und Katharina Prager, Picus, Wien 2019, ISBN 978-3-7117-2087-0.